# رئیس ایستگاه (فیلم)
رئیس ایستگاه (به انگلیسی: Chief of Station) یک فیلم اکشن و دلهره‌آور آمریکایی محصول سال ۲۰۲۴ به نویسندگی جورج ماهافی، کارگردانی جسی وی. جانسون با بازی آرون اکهارت، اولگا کوریلنکو، الکس پتیفر، دنیل برنهارت، لتیسیا ایدو، کریس پتروفسکی ،نیک موران، کریس جانسون، و جیمز فاکنر است. این فیلم در ۳ می ۲۰۲۴ منتشر شد.

## خلاصه داستان
پس از فهمیدن اینکه مرگ همسرش تصادفی نبوده است، یک افسر سابق سیا و رئیس ایستگاه مجبور به بازگشت به دنیای زیرزمینی جاسوسی می‌شود و با یک دشمن متحد می‌شود تا توطئه‌ای را کشف کند که همه چیزهایی را که او فکر می‌کرد به چالش می‌کشد.

## بازیگران
- آرون اکهارت در نقش بن مالوی
- اولگا کوریلنکو در نقش کریستینا کوورسکی
- الکس پتیفر در نقش جان برانکا
- کریس پتروفسکی در نقش نیک
- لتیسیا ایدو در نقش فرّه
- نیک موران در نقش اوگنی
- دنیل برنهارت در نقش خارون
- نینا برگمن در نقش هیچنز
- جیمز فاکنر در نقش معاون کارگردان ویلیامز
- کریس جانسون در نقش تد والتز
- ایزوبل وود در نقش ورونیک

## تولید
در آگوست ۲۰۲۲، اعلام شد که کوریلنکو و الک بالدوین در این فیلم بازیگر شدند. در سپتامبر ۲۰۲۲، اعلام شد که پتیفر و پتروفسکی در این فیلم بازیگر شدند. در اکتبر ۲۰۲۲، اعلام شد که اکهارت به دلیل درگیری های برنامه جایگزین بالدوین شده است.
این فیلم در لوکیشن در بوداپست فیلمبرداری شد. در فوریه ۲۰۲۳، اعلام شد که فیلمبرداری به پایان رسیده است.

## انتشار
در ژانویه ۲۰۲۴، ورتیکال انترتینمنت حقوق پخش فیلم را در ایالات متحده به دست آورد و آنرا در ۳ مه ۲۰۲۴ منتشر کرد.

## بازخوردها
جفری ام. اندرسون از رسانه های عقل سلیم دو ستاره از پنج ستاره را به فیلم اعطا کرد.